# Bezwodnik bursztynowy
Bezwodnik bursztynowy – organiczny związek chemiczny, bezwodnik kwasu bursztynowego.

## Otrzymywanie
Można go otrzymać w reakcji bezwodnika octowego z kwasem bursztynowym w podwyższonej temperaturze. Substraty umieszcza się w kolbie kulistej i ogrzewa się jej zawartość pod chłodnicą zwrotną, po czym całą kolbę umieszcza się w zlewce z lodem. Powstały osad odsącza się pod zmniejszonym ciśnieniem i przemywa dwukrotnie małymi porcjami eteru.

## Właściwości
Bezwodnik bursztynowy rozpuszcza się w wodzie (67 g/l w 20 °C), ulegając hydrolizie do kwasu bursztynowego.